# Cserjés István
Cserjés István (Soltszentimre, 1927. április 27. – 2014. május 5.) labdarúgó, csatár. Öccse Cserjés József szintén labdarúgó.

## Pályafutása
1938-ban a Kispest csapatában kezdte a labdarúgást. A második világháború után mutatkozott be az élvonalban. Első két alkalommal bajnokságot nyert kispesti csapatnak a tagja volt. 1951-ig volt a Honvéd labdarúgója. 1952-ben a HM a Sztálin Vasmű csapatához vezényelte. 1953 februárjától a Vörös Lobogó KISTEX csapatában szerepelt.

## Sikerei, díjai
- Magyar bajnokság
  - bajnok: 1949–50, 1950-ősz